# Hümmelchen

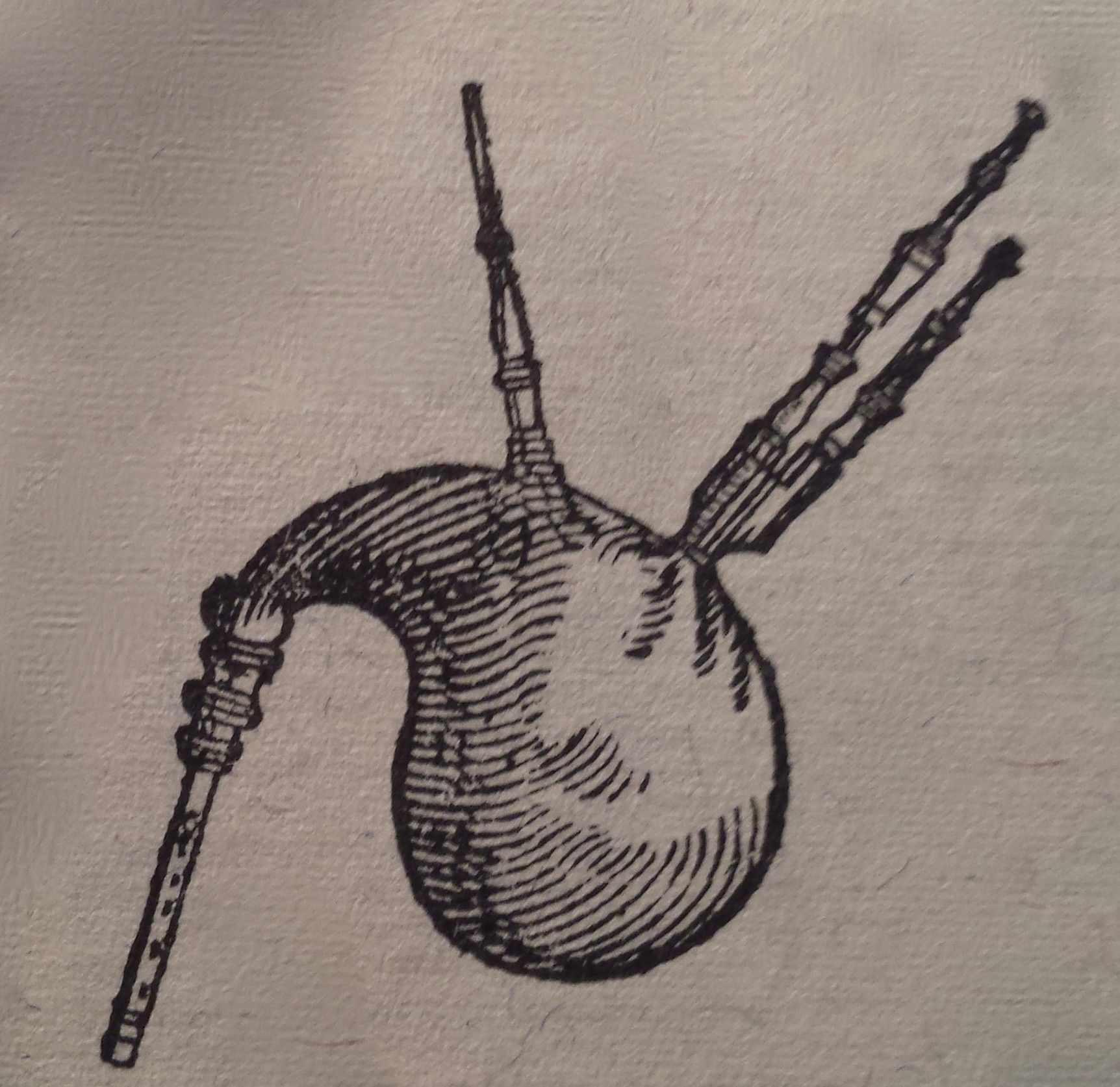
Hümmelchen aus dem Syntagma musicum

Das Hümmelchen ist eine Sackpfeife mit zylindrischer Innenbohrung, die in der Renaissance zum ersten Mal in Erscheinung trat und von Michael Praetorius im Syntagma musicum beschrieben wurde.

## Historische Hümmelchen

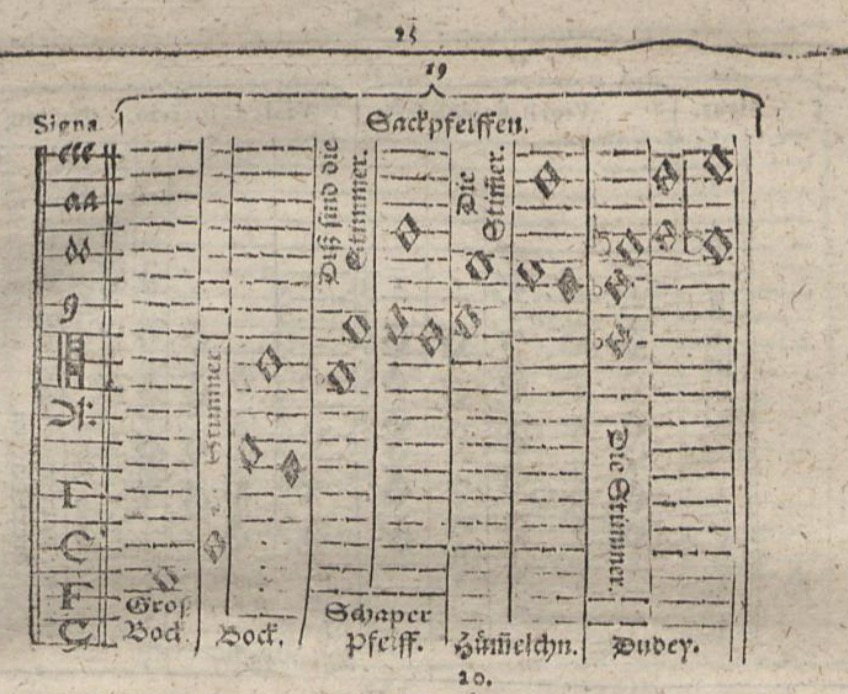
Tonumfänger der Sackpfeifen aus dem Syntagma musicum

Praetorius beschreibt das Hümmelchen als Instrument mit zwei Bordunpfeifen auf f1 und c2 und einer Spielpfeife mit Tonumfang (h1) c2 d2 e2 -c3. Die Spielpfeife des Instruments auf dem Stich des Theatrum instrumentorum hat eine Länge (ohne Tülle) von etwa 15 cm. 
Ein Instrument, welches in etwa dieser Beschreibung entspricht, befindet sich im Kunsthistorischem Museum in Wien (Inventarnummer 287). Es stammt aus dem Schloss Ambras in Tirol, die genaue Herkunft ist nicht mehr zu ermitteln. Das Instrument besteht aus Spielpfeife, Windsack, Anblasrohr und dem unteren Teil von zwei Bordunen. Das Material der Pfeifen ist Elfenbein. Die Länge der Spielpfeife beträgt 12,10 cm. Die Bohrung der Spielpfeife ist zylindrisch, der Durchmesser der Bohrung beträgt zwischen 3,55 bis 3,65 mm. Sieben Grifflöcher befinden sich an der Vorderseite, ein Daumenloch an der Rückseite.

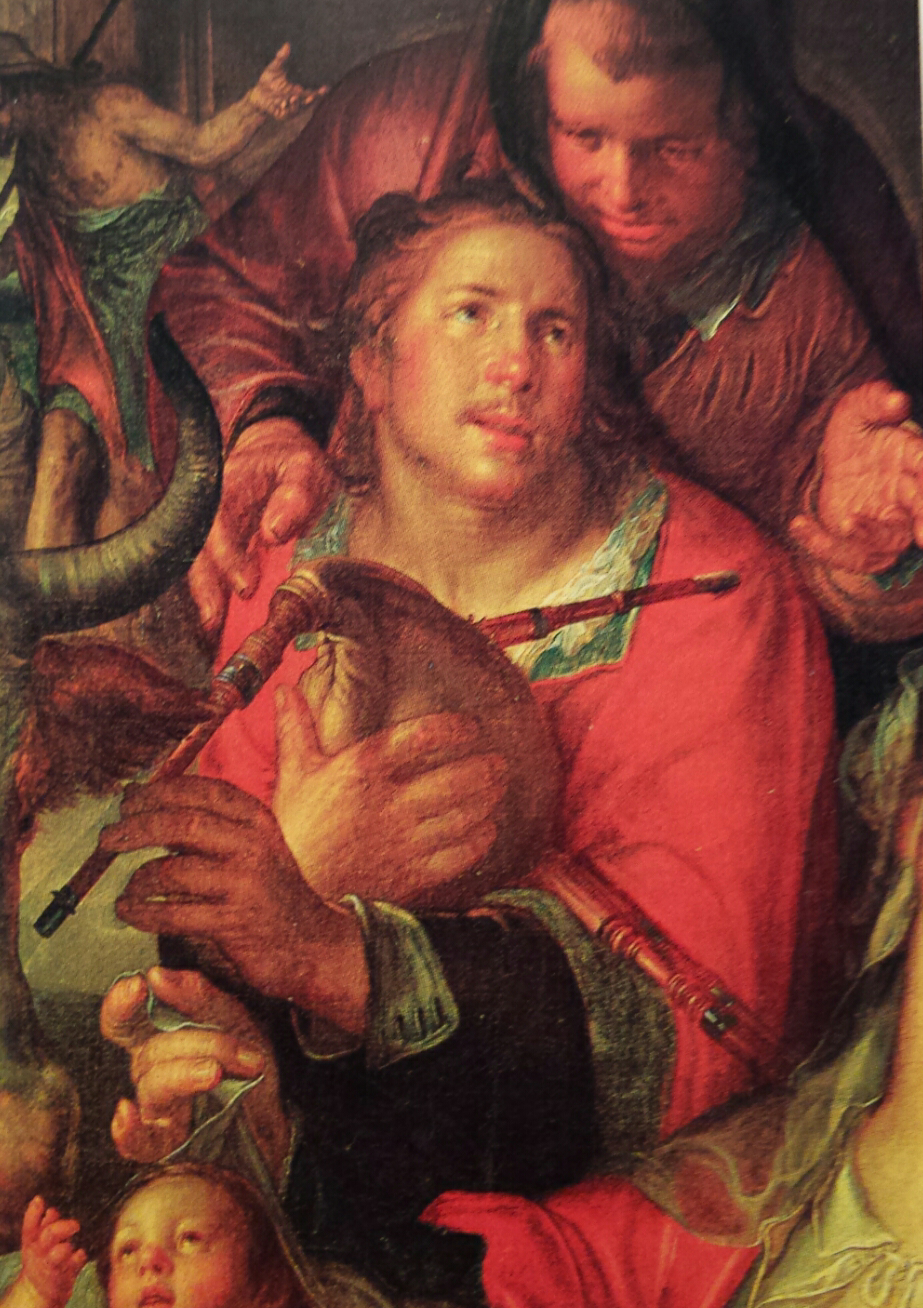
Pater Wtawael: Spieler eines „Hümmelchens“ (1618)

Eine größere Spielpfeife wurde 1996 im Uelvesbüller Koog bei der Ausgrabung eines Schiffswracks des 17. Jahrhunderts gefunden. Ihre Länge beträgt 19,8 cm, der untere Durchmesser beträgt 11 mm. Die zylindrische Innenbohrung beträgt 3,6 mm. Das Instrument hat sieben vorderständige Grifflöcher und ein Daumenloch. Es besteht aus einem harten dunklen Holz. Die metallene Rohrblatthülse ist noch vorhanden, ebenso der Aufnahmestutzen. Das Instrument befand sich zur Zeit des Fundes in einem sehr guten Zustand. Es wurde mit einem neuen Doppelrohrblatt ausgerüstet, welches bei allen geschlossenen Tonlöchern den Grundton d1 zum Klingen brachte. 

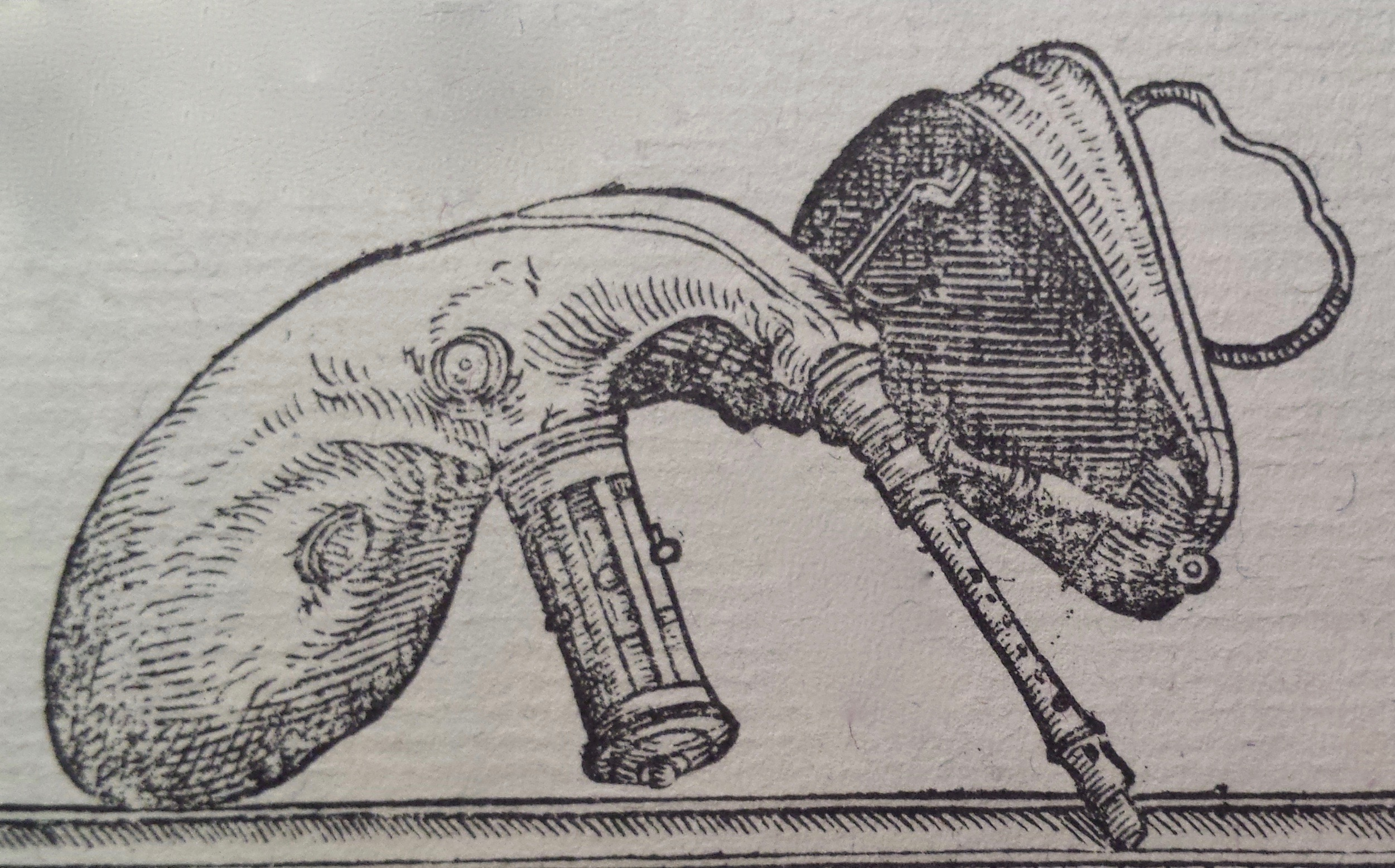
„Kleine Sackpfeiff oder Hümmelchen“ aus Frankreich (Syntagma musicum II)

Praetorius bezeichnet ferner die französische Sackpfeife mit Blasebalg (Bildtafel XIII) neben dem Begriff „kleine Sackpfeiff“ auch als „Hümmelchen“.
Für das 16. Jahrhundert sind Grifftabellen für Sackpfeifen belegt. Martin Agricola erwähnt in seiner Musica instrumentalis deudsch von 1529, dass Blockflöten und Sackpfeifen „eynerley brauch“ bei den Griffen hätten. Seine Tabelle für die Blockflöte in C ist eine offene Griffweise mit Gabelgriff auf der Quarte über dem Grundton.
Der Musikwissenschaftler Ralf Gehler  schließt nicht aus, dass Hümmelchen auch mit einem einfachen Rohrblatt hergestellt wurden. Zusammen mit einer weiteren Innenbohrung könnte damit eine größere Lautstärke erreicht werden, welche das Instrument auch zur Tanzbegleitung geeignet mache. 1619 wird ein „Jummelken“ in einer Blocksbergbeschreibung als Tanzbegleitung erwähnt.

## Moderne Hümmelchen
Moderne Hümmelchen werden vorwiegend mit einer Spielpfeife in c1 angeboten. Daneben gibt es Spielpfeifen in der Sopraninolage (f1), Altlage (f oder g) und auch in der Tenorlage (c). Neben der offenen Griffweise mit Gabelgriff werden auch offene Griffweisen ohne Gabelgriff und Spielpfeifen mit halbgeschlossener Griffweise angeboten. Die Zahl und Tonhöhe der Bordune ist sehr variabel, Instrumente mit mehr als 2 Bordunen werden auch unter der Bezeichnung „Dudey“ geführt. Bei den Bordunen kommen sowohl Doppelrohrblätter, als auch Einfachrohrblätter zum Einsatz. Bei größeren Spielpfeifen werden auch bis zu zwei Klappen zur Erweiterung des Tonumfanges nach oben hergestellt.

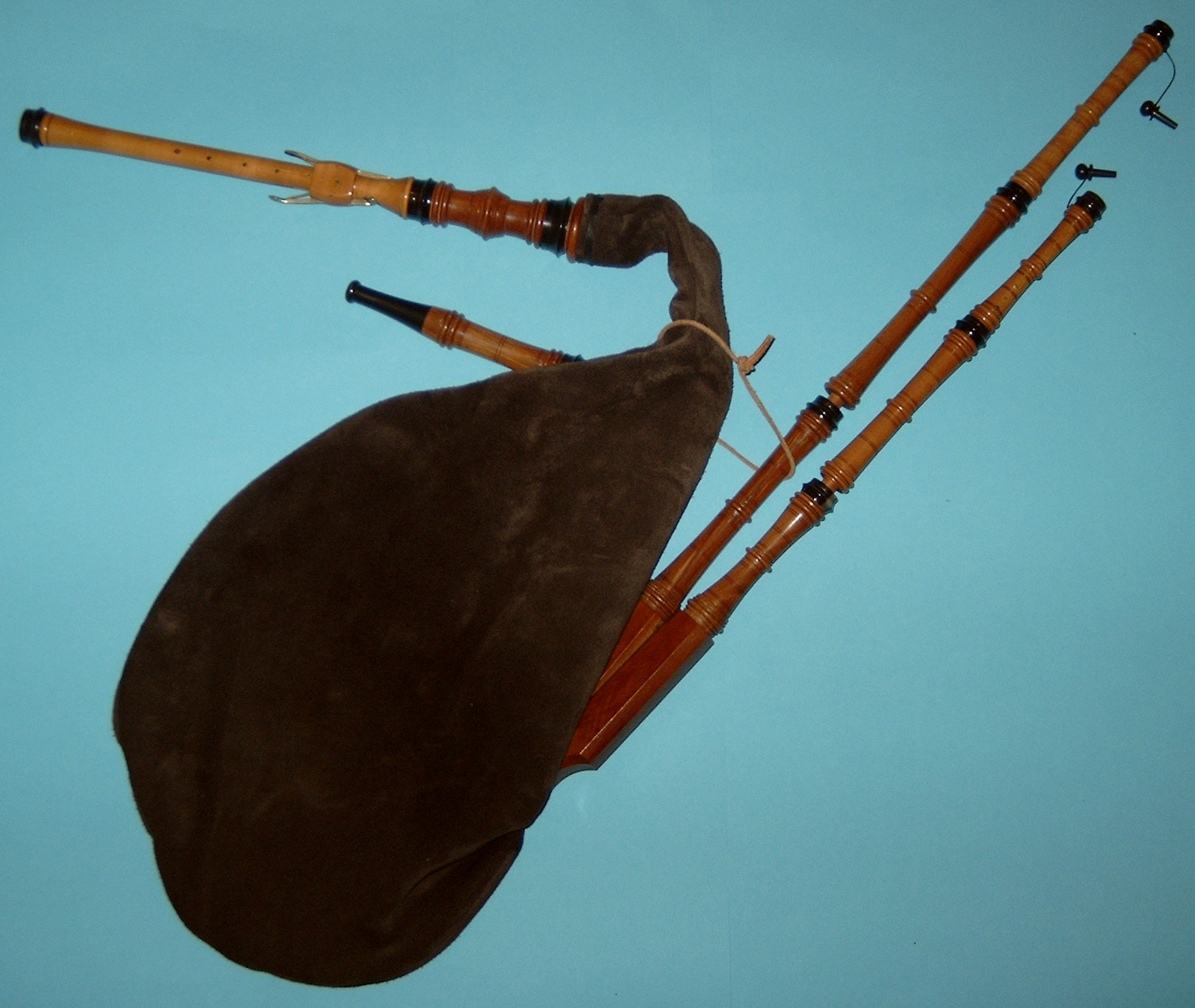
Modernes Hümmelchen

Im Gegensatz zu vielen anderen Sackpfeifen eignet sich das Hümmelchen aufgrund seiner Lautstärke und seiner Klangcharakteristik zum Musizieren in kleineren Räumen, wie sie etwa in Wohnungen üblich sind. Außerdem benötigt das Hümmelchen einen im Vergleich zu vielen anderen Sackpfeifen geringen Blasdruck bei geringem Luftdurchsatz. Wegen dieser Eigenschaften werden spezielle Hümmelchen auch als preiswerte Sackpfeifen für Einsteiger angeboten. Um Kosten zu sparen, sind diese Einsteigerinstrumente in der Regel optisch schlicht gehalten, an unkritischen Stellen mit Kunststoffteilen an Stelle von Teilen aus Naturmaterialien ausgestattet und nur mit einem Bordun ausgestattet, der aber meist auf wenigstens zwei Töne gestimmt werden kann.

## Wortherkunft
Der Name „Hümmelcken“ ist 1577 in einem Rostocker Gerichtsprotokoll dokumentiert. 1609 werden ebenfalls in Rostock „Hümmelken- oder Dudeymacher“ erwähnt.
Das Wort „Hümmelchen“ stammt vermutlich vom niederdeutschen Wort „hämeln, humeln“, was „stutzen“ bedeutet. Sinngemäß handelt es sich beim Hümmelchen also um eine „gestutzte“ Sackpfeife; diese Benennung ist wohl darauf zurückzuführen, dass das Hümmelchen zumindest optisch eine kleine Version der größeren Schäferpfeife ist. Eine andere Deutung des Wortes „Hümmelchen“ verweist auf die Verkleinerungsform von „Hummel“, da eine Klangkomponente des Instruments an das Fluggeräusch der Hummel erinnert.

## Dudey

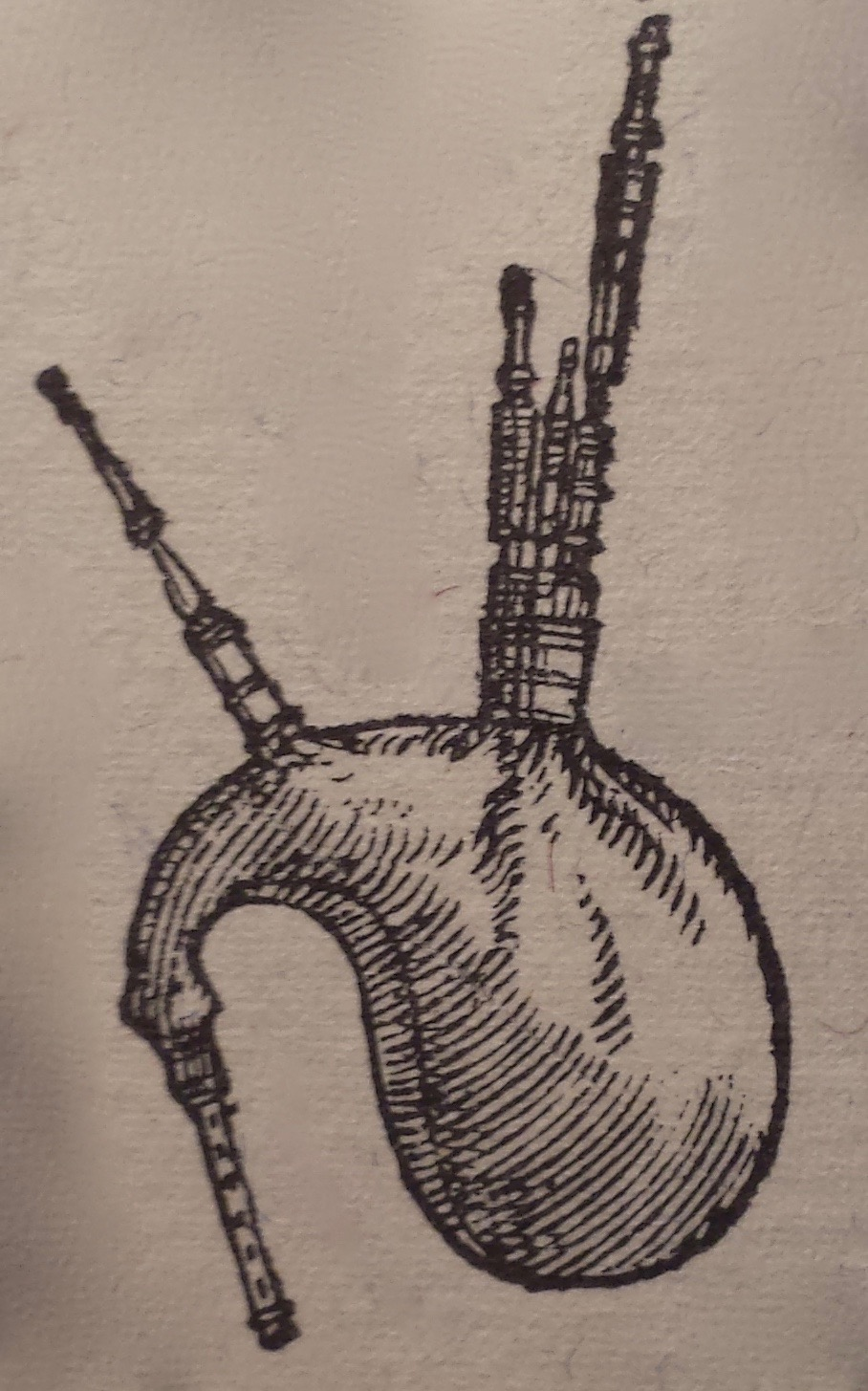
Dudey im Syntagma musicum

Der Dudey ist eine Sackpfeife, die in ihrer Konstruktion im Wesentlichen dem Hümmelchen entspricht. Abweichend davon haben Dudeys jedoch drei oder vier Bordune, die in einem gemeinsamen Bordunstock stehen. Praetorius gibt im Syntagma musicum als Bordunstimmung die Töne es1 + b1 + es2 an, die Spielpfeife beginnt bei es2. Geläufige moderne Bordunstimmungen sind bei drei Bordunen entweder f0 + c1 + f1 oder c0 + f0 + c1, bei vier Bordunen c0 + f0 + c1 + f1, wobei die Bordune mit Ausnahme des hohen f-Borduns über Umstimmvorrichtungen verfügen. Oft werden beim Spiel nicht alle Bordune gleichzeitig benutzt.
Das Spiel von Dudeys zur Begleitung des Gesanges ist dokumentiert:

„Ein Dudey thut viel besser klingn/ Und wenn mein Junge drein thut singn/ ein Reuter Liedt/ Ein Reuter Liedt/ Davon erquickt sich mein gemueth“